# Inel cu ideale principale
În matematică un inel cu ideale principale drept (stâng) este un inel R în care orice ideal drept (stâng) este de forma xR (Rx) pentru un element x din R. (Idealele drepte și stângi de această formă, generate de un element, se numesc ideale principale.) Când acest lucru este satisfăcut atât pentru idealele stângi cât și drepte, cum ar fi cazul când R este un inel comutativ, R poate fi numit un inel cu ideale principale sau, simplu, inel principal.
Dacă doar idealele finit generate⁠(d) drepte ale lui R sunt principale, atunci R se numește inel Bézout drept. Inelele Bézout stângi sunt definite similar. Aceste condiții sunt studiate în domenii ca domeniile Bézout⁠(d).
Un inel ideal principal comutativ care este, de asemenea, un domeniu de integritate se spune a fi un domeniu cu ideale principale⁠(d) (în engleză principal ideal domain – PID). În acest articol, accentul este pus pe conceptul mai general al unui inel cu ideale principale care nu este neapărat un domeniu.

## Proprietăți generale
Dacă R este un inel cu ideale principale drept, atunci este cu siguranță un inel noetherian⁠(d) drept, deoarece orice ideal drept este finit generat. Este, de asemenea, un inel Bézout drept, deoarece toate idealele drepte finit generate sunt principale. Într-adevăr, este clar că inelele cu ideale principale drepte sunt exact inelele care sunt atât Bézout drepte cât și noetheriene drepte.
Inelele cu ideale principale drepte sunt închise sub produsul direct finit. Dacă {\displaystyle R=\prod _{i=1}^{n}R_{i}}, atunci orice ideal drept al lui R are forma {\displaystyle A=\prod _{i=1}^{n}A_{i}}, unde orice {\displaystyle A_{i}} este un ideal drept al lui Ri. Dacă toate Ri sunt inele cu ideale principale drepte, atunci Ai=xi Ri, și se poate vedea că {\displaystyle (x_{1},\ldots ,x_{n})R=A}. Fără mult mult efort se poate demonstra că inelele Bézout drepte sunt închise și sub produsul direct finit.
Inelele cu ideale principale drepte și inelele Bézout drepte sunt închise și sub cât, adică dacă  I este un ideal propriu al inelului cu ideale principale drepte R, atunci inelul factor R/I este de asemenea un inel cu ideale principale drepte. Acest lucru decurge cu ușurință din teoremele de izomorfism⁠(d) pentru inele.
Toate proprietățile de mai sus au analoage pentru inelele cu ideale principale drepte.

## Exemple comutative
1. Inelul numerelor întregi: {\displaystyle \mathbb {Z} }
2. Inele de întregi modulo n⁠(d): {\displaystyle \mathbb {Z} /n\mathbb {Z} }.
3. Fie inelele {\displaystyle R_{1},\ldots ,R_{n}} și {\displaystyle R=\prod _{i=1}^{n}R_{i}}. Atunci R este un inel principal dacă și numai dacă Ri este un inel principal pentru toate i.
4. Localizarea unui inel principal la orice submulțime multiplicativă este și ea un inel principal. Similar, orice inel factor al unui inel principal este și el un inel principal.
5. Fie R un domeniu Dedekind⁠(d) și I un ideal nenul al lui R. Atunci inelul factor R/I este un inel principal. Într-adevăr, inelul factor I poate fi văzut ca produs de puterile prime: {\displaystyle I=\prod _{i=1}^{n}P_{i}^{a_{i}}} și prin teorema chinezească a resturilor {\displaystyle R/I\cong \prod _{i=1}^{n}R/P_{i}^{a_{i}},} deci este suficient de arătat că orice {\displaystyle R/P_{i}^{a_{i}}} este un inel principal. Dar {\displaystyle R/P_{i}^{a_{i}}} este izomorf cu inelul factor {\displaystyle R_{P_{i}}/P_{i}^{a_{i}}R_{P_{i}}} al inelului de valuare discretă {\displaystyle R_{P_{i}}} și, fiind un factor al unui inel principal, este el însuși un inel principal.
6. Fie k un corp finit și {\displaystyle A=k[x,y]}, {\displaystyle {\mathfrak {m}}=\langle x,y\rangle } și {\displaystyle R=A/{\mathfrak {m}}^{2}}. Atunci R este un inel local finit care nu este principal.
7. Fie X o mulțime finită. Atunci {\displaystyle ({\mathcal {P}}(X),\Delta ,\cap )} formează un inel cu ideale principale comutativ cu unitate, unde {\displaystyle \Delta } reprezintă diferența simetrică⁠(d), iar {\displaystyle {\mathcal {P}}(X)} reprezintă familia tuturor submulțimilor⁠(d) lui X. Dacă X are cel puțin două elemente, atunci inelul are și divizori ai lui zero. Dacă I este un ideal, atunci {\displaystyle I=(\bigcup I)}. Însă dacă X este infinit, inelul nu este unul principal: de exemplu idealul generat de submulțimile finite ale lui X.

## Exemple necomutative
Orice inel semisimplu R care nu este doar un produs de corpuri este un domeniu cu ideale principale necomutativ drept și stâng. Orice ideal drept și stâng este un sumator direct al lui R și este și el de forma eR sau Re unde e este un element idempotent⁠(d) din R. În paralel cu acest exemplu, inelele regulate von Neumann⁠(d) sunt văzute ca fiind atât inele Bézout drepte cât și stângi.
Dacă D este un corp și {\displaystyle \sigma } este un endomorfism⁠(d) care nu este un automorfism, atunci se știe că inelul de polinoame⁠(d) {\displaystyle D[x,\sigma ]} este un domeniu cu ideale principale stâng care nu este noetherian drept și, prin urmare, nu poate fi un inel cu ideale principale drept. Acest lucru arată că chiar și pentru domeniile principale stângi inelele cu ideale principale drepte sunt diferite.